# Ligament ulno-lunaire
 
Le ligament ulno-lunaire est un ligament extrinsèque du carpe. Il prend son origine du ligament radio-ulnaire antérieur. Il est situé à côté du ligament radio-lunaire court dont il suit la direction, puis s'insère sur la face palmaire de l'os lunatum.